# هيثم الورداني
هيثم الورداني (1972-) هو كاتب وخبير إعلامي مصري مقيم في برلين، حصل على بكالوريوس هندسة كهربائية من جامعة القاهرة 1995، نُشرت له العديد من القصص القصيرة والأعمال الأدبية، حصل على جائزة «العمل الأول» من مؤسسة ساويرس للأدب المصري في عام 2005، وقد شارك في عدد من المشاريع الفنية في برلين والقاهرة، بما في ذلك معرض الجمعية الجديدة للفنون البصرية برلين في 2006، نشر ثلاث مجموعات قصصية وهي: «خيوط على دوائر» (مع آخرين)، و«جماعة الأدب الناقص» (جائزة ساويرس في القصة القصيرة 2003)، و«حلم يقظة» (جائزة معرض القاهرة للكتاب لأفضل مجموعة قصصية 2012) بدأ الورداني حياته المهنية كصحفي مستقل مع مجلة أخبار الأدب في القاهرة.

## الأعمال والمؤلفات
- «حلم يقظة»، الأدب العربي، ميريت للنشر والمعلومات، 2012، عدد الصفحات:124.[5]
- «جماعة الأدب الناقص»، الأدب العربي، ميريت للنشر والمعلومات السلسلة: تجليات أدبية، 2003، عدد الصفحات:144.[6]
- «ما لا يمكن إصلاحه»، روايات خيالية مترجمة، الكرمة للنشر والتوزيع، 2020، عدد الصفحات:201.[7]
- «النوم»، روايات اجتماعية مترجمة، الكرمة للنشر والتوزيع، 2017، عدد الصفحات:122.[8]
- «كيف تختفي»، التكييفات والثلاجات، 2013.[9]
- «خيوط على دوائر»، مجوعة قصصية، شرقيات، 1995.
- «الأذن الوسطى»، الإمارات العربية المتحدة: مؤسسة الشارقة للفنون، 2011.[10]

## الجوائز
- جائزة القصة القصيرة ضمن جوائز معرض القاهرة الدولي للكتاب لعام 2021